# Leptocereus
Leptocereus ist eine Pflanzengattung in der Familie der Kakteengewächse (Cactaceae). Der botanische Name leitet sich vom griechischen Adjektiv λεπτός leptos für ‚dünn‘ ab und verweist auf die dünnen Rippen der Pflanzen.

## Beschreibung
Die Arten der Gattung Leptocereus wachsen baumähnlich bis strauchig, sind aufrecht, kletternd bis ausgestreckt und erreichen eine Wuchshöhe von 8 bis 10 Meter. Die für gewöhnlich zylindrischen Triebe sind gegliedert und bilden keine Luftwurzeln aus. Die hohen, dünnen 3 bis 8 Rippen besitzen manchmal gekerbte Ränder.  Aus den Areolen entspringen dauerhafte, nadelartige, schlanke Dornen.
Die ziemlich kleinen Blüten erscheinen einzeln oder in Gruppen unterhalb der Triebspitze oder aus einem endständigen Cephalium. Sie sind röhren-, glocken- oder tablettförmig und öffnen sich am Tag oder in der Nacht. Ihr Perikarpell und die Blütenröhre sind für gewöhnlich mit Schuppen und Dornen besetzt. Die kugelförmigen bis elliptischen, fleischigen Früchte sind für gewöhnlich bedornt und fallen ab, wenn sie reif sind. Sie enthalten zahlreiche schwarze Samen.

## Systematik und Verbreitung
Leptocereus ist auf den karibischen Inseln Kuba, Hispaniola, Puerto Rico und Culebra verbreitet.
Alwin Berger stellte Leptocereus 1905 als Untergattung von Cereus (Cereus subg. Leptocereus) auf. Nathaniel Lord Britton und Joseph Nelson Rose erhoben die Untergattung dann 1909 in den Rang einer Gattung. Die Typusart der Gattung ist Leptocereus assurgens.

### Systematik nach Hoxey et al. (2023)
Beruhend auf den Ergebnissen einer phylogenetischen Studie der Gattung Leptocereus von Lucas C. Majure und Mitarbeitern aus dem Jahr 2021 gliederten Paul Hoxey und Andrew Gdaniec die Gattung in drei Untergattungen. Die Verbreitung der Arten der Untergattung Leptocereus ist auf Kuba beschränkt. Zusätzlich beschrieben sie vier neue Arten.
- Untergattung Leptocereus
  - Leptocereus albellus (Areces) D.Barrios & S.Arias
  - Leptocereus arboreus Britton & Rose
  - Leptocereus assurgens (C.Wright ex Griseb.) Britton & Rose
  - Leptocereus carinatus Areces
  - Leptocereus chrysotyrius Areces
  - Leptocereus ekmanii (Werderm.) F.M.Knuth
  - Leptocereus leonii Britton & Rose
  - Leptocereus maxonii Britton & Rose
  - Leptocereus prostratus Britton & Rose
  - Leptocereus scopulophilus Areces
  - Leptocereus sylvestris Britton & Rose
  - Leptocereus wrightii León

- Untergattung Dendrocereus (Britton & Rose) Hoxey & Gdaniec
  - Leptocereus nudiflorus (Engelm. ex C.Wright) D.Barrios & S.Arias ≡ Dendrocereus nudiflorus (Engelm. ex Sauvalle) Britton & Rose
  - Leptocereus undulosus (DC.) D.Barrios & Majure ≡ Dendrocereus undulosus (DC.) Britton & Rose

- Untergattung Neoabbottia (Britton & Rose) Hoxey & Gdaniec
  - Leptocereus bayahibensis Hoxey & Gdaniec
  - Leptocereus cremnophilus Hoxey & Gdaniec
  - Leptocereus demissus Areces
  - Leptocereus grantianus Britton
  - Leptocereus paniculatus (Lam.) D.R.Hunt
  - Leptocereus quadricostatus (Bello) Britton & Rose
  - Leptocereus rosei Hoxey & Gdaniec
  - Leptocereus septentrionalis Hoxey & Gdaniec
  - Leptocereus velozianus Clase, Y.Encarn., Peguero & Majure
  - Leptocereus weingartianus (E.Hartmann) Britton & Rose

### Systematik nach N.Korotkova et al. (2021)
Die Gattung umfasst folgenden Arten:
- Leptocereus albellus (Areces) D.Barrios & S.Arias[6][7]
- Leptocereus arboreus Britton & Rose
- Leptocereus assurgens (C.Wright ex Griseb.) Britton & Rose
- Leptocereus carinatus Areces
- Leptocereus chrysotyrius Areces[8]
- Leptocereus demissus Areces[9]
- Leptocereus ekmanii (Werderm.) F.M.Knuth
- Leptocereus grantianus Britton
- Leptocereus leonii Britton & Rose
- Leptocereus maxonii Britton & Rose
- Leptocereus nudiflorus (Engelm. ex C.Wright) D.Barrios & S.Arias ≡ Dendrocereus nudiflorus (Engelm. ex Sauvalle) Britton & Rose
- Leptocereus paniculatus (Lam.) D.R.Hunt
- Leptocereus prostratus Britton & Rose
- Leptocereus quadricostatus (Bello) Britton & Rose
- Leptocereus scopulophilus Areces
- Leptocereus sylvestris Britton & Rose
- Leptocereus undulosus (DC.) D.Barrios & Majure ≡ Dendrocereus undulosus (DC.) Britton & Rose
- Leptocereus velozianus Clase, Y.Encarn., Peguero & Majure[10]
- Leptocereus weingartianus (E.Hartmann) Britton & Rose
- Leptocereus wrightii León

Synonyme der Gattung sind Dendrocereus Britton & Rose (1920) und Neoabbottia Britton & Rose (1921).

### Systematik nach E.F.Anderson/Eggli (2005)
Eine umfangreiche Untersuchung der Gattung hat Alberto E. Areces-Mallea 2003 in seiner Doktorarbeit vorgenommen. Zur Gattung gehören die folgenden Arten:
- Leptocereus arboreus Britton & Rose
- Leptocereus assurgens (C.Wright ex Griseb.) Britton & Rose
- Leptocereus carinatus Areces
- Leptocereus ekmanii (Werderm.) F.M.Knuth
- Leptocereus grantianus Britton
- Leptocereus leonii Britton & Rose
- Leptocereus maxonii Britton & Rose
- Leptocereus paniculatus (Lam.) D.R.Hunt
- Leptocereus prostratus Britton & Rose
- Leptocereus quadricostatus (Bello) Britton & Rose
- Leptocereus santamarinae Areces = Leptocereus sylvestris Britton & Rose
- Leptocereus scopulophilus Areces
- Leptocereus sylvestris Britton & Rose
- Leptocereus weingartianus (E.Hartmann) Britton & Rose
- Leptocereus wrightii León

Ein Synonym der Gattung ist Neoabbottia Britton & Rose (1921).

## Nachweise

## Weiterführende Literatur
- Duniel Barrios, Luis R. González-Torres, Salvador Arias & Lucas C. Majure: Phylogeny and taxonomy of the Antillean endemic genus Leptocereus (Cactaceae) inferred from chloroplast markers and morphological evidence. In: Plant Systematics and Evolution. Band 306, Artikel 63, 2020 (doi:10.1007/s00606-020-01693-5).